# Eugen Alexandru Matyas
Eugen Alexandru Matyas, menționat și Alexandru Matiaș, (n. 1912) a fost un inginer minier și demnitar comunist român, care a îndeplinit funcția de ministru al industriei cărbunelui (28 ianuarie 1953 – 4 aprilie 1955) în guvernul Gheorghe Gheorghiu-Dej (2).

## Biografie
S-a născut în anul 1912. A lucrat ca inginer principal de mine la Aninoasa.
A fost numit în funcția de ministru al Industriei Cărbunelui la 24 ianuarie 1953, odată cu formarea guvernului condus de Gheorghe Gheorghiu Dej. A îndeplinit această funcție până la 17 martie 1955, când a fost eliberat, urmând să primească alte însărcinări. Succesorul său ca ministru al Industriei Cărbunelui a fost Ioan Mineu.

## Distincții
- Ordinul Muncii clasa a III-a (14 februarie 1950)[2]
- Medalia Muncii (20 august 1951) „cu ocazia zilei de 23 August 1951”[3]
- Ordinul „Steaua Republicii Populare Romîne” clasa a IV-a (30 decembrie 1957) „cu ocazia celei de a zecea aniversări a proclamării Republicii Populare Romîne și pentru merite deosebite în îndeplinirea sarcinilor date de Partidul Muncitoresc Romîn, pentru merite deosebite pe tărîmul construcției de stat, economice, sociale, culturale și obștești”[7]
- Ordinul Muncii clasa I (9 martie 1962) „pentru contribuția la opera de construire a socialismului, cu prilejul împlinirii a 50 de ani de la nașterea sa”[1]